# Афамант
Афамант или Атамант (др.-греч. Ἀθάμας) — персонаж древнегреческой мифологии из беотийского цикла, царь Орхомена Минийского из династии Эолидов (по альтернативной версии — царь Фив). Мифы о нём представляют собой рассказ о трёх браках и связанных с этими браками несчастьях. Афамант был возлюбленным богини Нефелы, которая родила ему Фрикса и Геллу. Позже он женился на Ино и вследствие её козней решил принести сына в жертву, но тот успел бежать. Племянник Ино Дионис воспитывался в доме Афаманта, из-за чего ревнивая Гера наслала безумие либо на царя, либо на его жену. Во время припадка Афамант убил ещё одного своего сына Леарха, а третий сын, Меликерт, и его мать бросились в море; по одной из версий мифа, этому предшествовали новый брак с Фемисто, попытка этой женщины расправиться с пасынками и гибель её собственных детей из-за возникшей путаницы. После этих событий Афамант ушёл в изгнание на север, где основал новое царство.
Поскольку Фрикс бежал в Колхиду, история Афаманта оказалась связанной с мифом о золотом руне. Афамант считался эпонимом ряда беотийских городов и эллинизированного племени афаманцев, жившего на стыке Эпира и Фессалии. Мифам о нём посвятили свои трагедии Эсхил, Софокл и Еврипид, но тексты этих пьес практически полностью утрачены. Сохранились рассказы об Афаманте в составе «Метаморфоз» Овидия и «Деяний Диониса» Нонна Панополитанского.

## В мифологии

### Происхождение и географическая локализация
Большинство античных авторов называет Афаманта сыном царя Фессалии Эола и Энареты, дочери Деимаха. Таким образом, этот герой был внуком легендарного прародителя всех греков Эллина и братом Крефея, Сизифа, Салмонея, Периера, Деиона, Магнета. Гай Юлий Гигин в своём трактате по астрономии называет Афаманта не братом, а отцом Салмонея; автор же схолиев к «Илиаде» Гомера пишет, что Афамант был сыном Сизифа, братом Ольма и Порфириона. Наконец, согласно беотийской версии мифа, Афамант был сыном основателя и царя Орхомена Миния (сына либо Эола, либо Посейдона) и его жены Фаносиры.
Псевдо-Аполлодор называет Афаманта царём Беотии. Этот герой тесно связан с беотийской географией: его сыновей Орхомена, Левкона, Эритрия, Сфинция, Схенея и Птоя античные авторы считали эпонимами разных городов региона, он сам совместно с братьями Ольмом и Порфирионом основал город Ольмоны на Геликоне, а без них — город Акрайфний. Рядом с последним ещё во II веке н. э. существовало Афамантово поле, на котором, по рассказам беотийцев, жил Афамант. Согласно Аполлонию Родосскому, этот герой жил в Орхомене. Павсаний пишет, что первый царь Орхомена Андрей выделил Афаманту часть своих владений — земли у горы Лафистион, на которых впоследствии появились города Коронея и Галиарт. Наконец, Псевдо-Гигин называет Афаманта царём Фессалии (видимо, по ошибке), а схолиаст Гомера — царём Фив (предположительно из-за жены-фиванки) и участником войны против семерых пелопоннесских вождей.

### Афамант и Фрикс
Мифологическая биография Афаманта выстроена вокруг трёх его браков и связанных с этими браками несчастий. Первой женой героя стала богиня Нефела — подобие Геры, созданное из облака для фессалийского героя Иксиона. Она родила Афаманту двух детей, Фрикса и Геллу, но позже герой её оставил и женился на Ино — дочери основателя и царя Фив Кадма и Гармонии. Вторая жена родила двух сыновей, Леарха и Меликерта. Она решила погубить пасынка и для этого убедила беотийских женщин втайне от мужей поджарить пшеницу, предназначенную для посева. В результате земля не дала урожая, и народ начал голодать; Афамант отправил посла в Дельфы за оракулом, но Ино подменила ответ пифии. Афаманту было объявлено, будто он должен для спасения царства принести в жертву богам собственного сына. Оказавшись под давлением, царь против собственной воли подвёл Фрикса к алтарю, но в последний момент вмешалась Нефела: она похитила сына вместе с Геллой и дала им златорунного барана, верхом на котором дети отправились в Колхиду. Так Афамант оказался связан с мифом о золотом руне и аргонавтах.
Версия Псевдо-Аполлодора,основанная на первом «Фриксе» Еврипида, стала классической, но существовали и другие варианты этого мифа. Согласно Псевдо-Гигину, Афамант наотрез отказался приносить сына в жертву, и тогда Фрикс сам вышел к алтарю, чтобы спасти родной город. Однако стражник, ездивший в Дельфы за оракулом, пожалел царевича и рассказал Афаманту о коварстве его жены. Тот выдал Ино и Меликерта Фриксу для казни. Дионис, которого Ино когда-то выкормила, спас приговорённых, когда их уже вели на смерть. Этот рассказ восходит ко второму «Фриксу» Еврипида. По другой версии, мачеха Фрикса (Фемисто у Ферекида, Демодика у Пиндара, Горгопида у Гиппия Элидского) влюбилась в него, а не найдя взаимности, оклеветала, и Фриксу пришлось бежать. Псевдо-Гигин пишет, что Фрикса обвинила в попытке изнасилования жена Крефея по имени Демодика или Биадика; Крефей убедил брата казнить насильника, но тут вмешалась Нефела. Наконец, у Софокла (согласно византийским схолиям к «Облакам» Аристофана) виновницей неурожая стала сама Нефела, наславшая на землю засуху из ревности к Ино, а схолиаст Пиндара утверждает, будто в софокловой трагедии как раз Нефела была злой мачехой Фрикса. Филостефан Киренский тоже называет Нефелу второй женой Афаманта. Первой по его данным была Ино, которая постаралась отомстить бывшему мужу, погубив его сына.

### Ино и Фемисто
Рассказ о дальнейшей жизни Афаманта сохранился в разных версиях, причём в большинстве из них события принимают трагический оборот из-за сестры Ино Семелы. Эта фиванская царевна стала возлюбленной Зевса и матерью Диониса, но погибла ещё до появления ребёнка на свет, так что Ино выкормила Диониса вместе со своим сыном Меликертом. Из-за этого Афамант и его жена стали врагами ревнивой жены Зевса Геры, которая наслала на одного из супругов припадок безумия.
Согласно Еврипиду и Нонну Панополитанскому, обезумела Ино. Царица ушла на гору Парнас, где присоединилась к вакханкам, и Афамант решил, что она умерла, а потому женился снова — на дочери царя лапифов Гипсея Фемисто. Позже (по одной из версий, после трёхлетней разлуки) он нашёл Ино и привёл её домой, сказав новой жене, будто это новая служанка из числа пленниц. У Еврипида Фемисто не усомнилась в правдивости этих слов, у Нонна она узнала от слуг, что муж её обманывает. В любом случае царица решила убить детей своей предшественницы. Она приказала служанке одеть её детей в белое, а детей Ино — в чёрное. Согласно Еврипиду, неузнанная Ино услышала от Фемисто, что та собирается сделать с детьми; согласно Нонну, Ино сама обо всём догадалась. В любом случае Ино сделала всё наоборот, и Фемисто, введённая в заблуждение цветом одежды, убила собственных детей. Поняв, что наделала, она покончила с собой.
Похоже излагает эту историю Псевдо-Гигин. Согласно этому автору, Афамант сначала женился на Фемисто, а потом покинул её ради Ино. Фемисто решила ему отомстить, убив детей соперницы, но убила собственных, потому что кормилица перепутала одежду; и в этом случае царица совершила самоубийство. Узнав о случившемся, Афамант (в версии Нонна Панополитанского) обезумел от гнева и застрелил на охоте Леарха, своего сына от Ино, приняв его за оленя. Второго сына, Меликерта, он попытался сварить заживо, но Ино выхватила ребёнка из лохани с водой и, спасаясь от мужа, прыгнула вместе с Меликертом со скалы в море.
В классической версии мифа безумие Афаманта объясняется иначе: его лишила разума Гера за то, что он приютил младенца Диониса. За этим последовали убийство Леарха (его царь принял либо за оленя, либо за льва) и прыжок Ино с Меликертом в море. Павсаний излагает ещё одну версию: Афамант разгневался на жену, узнав, что та пыталась погубить Фрикса.

### Поздние годы
После убийства сына Афаманту пришлось уйти в изгнание. Герой спросил у пифии в Дельфах, где ему поселиться, и та ответила: «Там, где дикие звери угостят тебя ужином». Во время странствий по Фессалии Афамант наткнулся на стаю волков, которая только что убила барана; волки разбежались, так что люди смогли поесть баранины. Вспомнив об оракуле, Афамант основал на том самом месте город, получивший название Алос (другие варианты — Гал, Гала), а область вокруг него с тех пор стали называть Афамантия. По одной из версий мифа, только после этого герой женился на Фемисто и зажил с ней спокойной жизнью.
Геродот рассказывает о ещё одном мифе, связанном с Афамантом. Совершая ритуальное очищение своей страны, ахейцы решили по велению оратора заколоть Афаманта как очистительную жертву. Сын Фрикса Китисор не дал им это сделать; боги на него разгневались, но Афамант остался в живых.

### Потомки
Детьми Афаманта и Нефелы были Фрикс и Гелла (в одной альтернативной версии мифа их отец — Иксион, в другой их мать — Ино). Гелла во время полёта на златорунном баране в Колхиду упала в море и утонула, а Фрикс нашёл в Колхиде приют, получил в жёны дочь царя Ээта Халкиопу и стал отцом Арга, Мелана, Фронтиса, Китисора и Пресбона. Китисор спас деда от принесения в жертву, Арг построил в Пагасейской гавани корабль «Арго» для Ясона.
Ино родила сыновей Леарха и Меликерта, а согласно Менекрату ещё и дочь Евриклею. Леарх погиб от руки отца, Меликерт после своего прыжка со скалы стал морским богом под именем Палемон. Детей Фемисто, согласно Псевдо-Аполлодору, звали Левкон, Эритрий, Схеней, Птой, согласно Псевдо-Гигину — Сфинций и Орхомен. Из тех детей Афаманта, которые остались в Греции, дольше всех прожил Левкон, но и он умер от болезни при жизни отца. Поэтому Афаманту пришлось усыновить двух внучатых племянников (внуков Сизифа), Галиарта и Корона, которые унаследовали его власть. Позже из Колхиды прибыл Фрикс либо его сын Пресбон, ставший наследником Афаманта. Потомки последнего жили в Греции в историческую эпоху, причём, поскольку Китисор прогневил однажды богов, помешав жертвоприношению, старшему в роде запрещалось входить в пританей в городе Алос под угрозой смерти.
Дочь Левкона по имени Эвиппа стала женой Андрея и матерью Этеокла, царя Орхомена Минийского.

## В культуре
Миф об Афаманте стал сюжетной основой ряда античных пьес. В частности, это трагедия Эсхила «Афамант», от которой сохранились только два коротких фрагмента: «Единого из рук её приял котёл, / Над очагом блюдомый на треножнике…» и «…И бронзовыми извлекая крючьями…» (о сюжете пьесы ничего не известно). Софокл написал на эту тему две трагедии под названием «Афамант», одну под названием «Фрикс» и одну под названием «Ино», текст которых утрачен полностью. Однако сохранился краткий пересказ содержания, из которого ясно, что в первой пьесе, «Афамант увенчанный», заглавного героя должны были принести в жертву богам; в последний момент его спас Геракл. Еврипид создал две трагедии под названием «Фрикс» и трагедию «Ино», содержание которых пересказал Псевдо-Гигин (последней точно, двух первых — предположительно).
В источниках упоминаются также «Фрикс» Ахея, сатировская драма Ксенокла Старшего «Афамант», две комедии «Афамант», латинские трагедии Квинта Энния и Луция Акция («Афамант»), Ливия Андроника («Ино»). Лукиан Самосатский в диалоге «О пляске» рассказывает, что бегство Фрикса и безумие Афаманта были популярными сюжетами у актёров пантомимы. Овидий включил литературную обработку этого мифа в свои «Метаморфозы», причём у него Афамант разбивает своему сыну Леарху голову о камень. Нонн Панополитанский рассказывает об этих трагических событиях в IX и X песнях «Деяний Диониса».
В изобразительном искусстве античности, насколько можно судить, сюжет об Афаманте почти не использовался. Сохранилось только одно произведение, на котором изображён Афамант, причём как второстепенный персонаж: он присутствует при передаче Гермесом Ино маленького Диониса. Александрийский грамматик II века до н. э. Каллистрат упоминает картину, на которой Афамант преследует Ино. Плиний Старший упоминает статую Афаманта работы Аристонида, которая стояла в Родосе. Скульптор, по словам Плиния, «желая выразить, как исступление Афаманта, разбившего насмерть своего сына Леарха, сменяется раскаянием, смешал с медью железо, чтобы ржавчиной его, отсвечивающей на блеске меди, выражалась краска стыда».
Имя Афаманта античные авторы связывали с народом афаманцев, жившим на стыке Эпира и Фессалии, — варварским племенем, которое со временем восприняло греческую культуру. В городе Алос существовало святилище Зевса Лафистия. Когда персидский царь Ксеркс прибыл в этот город во время своего похода на Афины в 480 году до н. э., ему, по словам Геродота, рассказали историю Афаманта, и царь «оказал благоговейный почёт» как святилищу, так и потомкам героя.
Антиковеды отмечают, что миф об Афаманте связан с одним из распространённых сказочных мотивов — о злой мачехе, которая пытается погубить своих приёмных детей. История с поджаренной семенной пшеницей может быть завуалированным описанием конфликта между двумя племенными группами Беотии — земеледельцами ионийцами и пришедшими с севера скотоводами эолийцами. О переселении племён может сообщать и тот факт, что с личностью Афаманта, сына фессалийского царя, связан ряд беотийских топонимов.
|                                                                  | |                                                                                  |                                                                            |
| Афамант убивает сыновей. Иллюстрация в средневековом манускрипте | Юнона отправляет фурий к Афаманту. Иллюстрация к «Метаморфозам» Овидия, художник Жан Массар, 1740—1822 годы | Фурия Тисифона во дворце Афаманта. Иллюстрация к «Метаморфозам» Овидия, 1606 год | Афамант убивает сына Леарха. Иллюстрация к «Метаморфозам» Овидия, 1606 год |